# Лавренов, Сергей Петрович
Сергей Петрович Лавренов (род. 16 августа 1972, Витебск) — белорусский тяжелоатлет, чемпион Европы (2000), призёр Олимпийских игр (2000). Заслуженный мастер спорта Белоруссии (2000).

## Биография
Сергей Лавренов родился 1 февраля 1972 года в Витебске. Начинал заниматься тяжёлой атлетикой в этом городе у тренера И. А. Баранова. В 1992 году становился бронзовым призёром чемпионата Европы в Сексарде. В 1993 году был обвинён в употреблении допинга и дисквалифицирован на 4 года.
В дальнейшем переехал в Новополоцк, где продолжил тренироваться под руководством Виктора Шершукова. После отбытия срока дисквалификации возобновил свою спортивную карьеру. Наиболее значимых успехов добился в 2000 году, завоевав звание чемпиона Европы и выиграв бронзовую медаль Олимпийских игр в Сиднее. В 2004 году был бронзовым призёром чемпионата Европы в Киеве и участником Олимпийских игр в Афинах, где занял 6-е место.